# آلباتروس موج‌دار
آلباتروس موج‌دار (نام علمی: Phoebastria irrorata) یا آلباتروس گالاپاگوس نام یک گونه از تیره بزرگ‌تندبادان (Diomedeidae) است.
آلباتروس موج‌دار تنها گونه از بزرگ‌تندبادان (آلباتروس‌ها) است که در نواحی گرمسیری زندگی می‌کند. آلباتروس‌های موج‌دار برای یافتن غذا مسیری مستقیمی را به مسافت هزار کیلومتر به سوی شرق پیموده و به یک محل مشخص در نزدیکی کرانه‌های پرو می‌روند. این پرندگان خارج از فصل زاد و ولد، عمدتاً در سواحل اکوادور و پرو نشیمن می‌گزینند.